# M-21
La M-21 es una autovía que desdobla el tráfico de la A-2 por las zonas industriales de San Fernando de Henares conectando la M-40 con la M-50. Con la longitud total de unos 6,5 kilómetros.
Originalmente está diseñado como variante de la A-2, por el trayecto Sur de la autovía A-2 entre el Nudo de Eisenhower y el puente de San Fernando de Henares sobre el río Jarama. Con el objetivo de reducir las retenciones de la A-2 que había transcurrido entre los años 1970 y 1990, por lo que había aumentado el volumen de tráfico en el paso al aeropuerto Adolfo Suárez Madrid-Barajas, con lo que había construido las vías de servicio que no son suficientes y busca la alternativa hacia el Sur.
Sobre los años 1980, había empezado a proyectar la conexión Sur desde la Vía Borde de Hortaleza (M-40) hasta Torrejón de Ardoz, donde allí empieza la variante de la misma localidad. Se dividieron los dos tramos, el primer tramo, inaugurado en el año 1991, entre M-40 y la avenida de San Pablo, en Coslada y el segundo tramo, bajo el contrato de la empresa concesionaria de Madrid Sur, S.A., fue puesta en servicio en el año 2005, enlazado con la circunvalación M-45 y M-50 en el municipio de San Fernando de Henares.

## Tramos
| Denominación | Tramo                                             | km  | Año servicio |
| ------------ | ------------------------------------------------- | --- | ------------ |
| M-21         | Enlace M-40 M-14 - Avenida de San Pablo (Coslada) | 5,2 | 1991         |
| M-21         | Avenida de San Pablo (Coslada) - Enlace M-45 M-50 | 1,3 | 2005         |

## Salidas
| Número de Salida | Nombre de Salida                                            | Carretera que enlaza |
| ---------------- | ----------------------------------------------------------- | -------------------- |
| 0                | Todas direcciones                                           | M-40                 |
| 2                | Coslada - San Fernando de Henares                           |                      |
| 3                | Zonas Industriales Fin de Semana/Zonas Industriales Coslada | M-22                 |
| 5                | San Fernando de Henares                                     |                      |
| 6                | Todas direcciones                                           | M-45 M-50            |